# 国立学校設置法
国立学校設置法（こくりつがっこうせっちほう、昭和24年5月31日法律第150号）は、日本国が直接設置し、文部科学省が管理を行っていた国立学校について定めていた法律である。
日本国憲法、教育基本法（昭和22年法律第25号）、学校教育法（昭和22年法律第26号）が施行された後、新制学校（学校教育法による学校）である国立学校の設置は、この法律の規定に基づいて行われた。
国立大学などを独立行政法人の一種とする国立大学法人法（平成15年法律第112号）などの施行にともない、「国立大学法人法等の施行に伴う関係法律の整備等に関する法律（平成15年7月16日法律第117号）第2条により、2004年（平成16年）4月1日に廃止された。

## 概要
国立学校設置法は、国立大学を初めとする国立学校の組織や職員などについて規定していた。国立学校設置法の下位法としては、国立学校設置法施行令（政令）、国立学校設置法施行規則（省令）を初め多数の命令（多くは省令）があった。国立学校はこれらの法令により、細部に至るまで法令の条文に基づいて運営されていた。
同法の下では、国立学校を管理する主務官庁は文部省(2001年以降は文部科学省)であった。国立学校は文部省(2001年以降は文部科学省)の機関であり、ひいては国の機関であった。
国立学校設置法は、1949年（昭和24年）5月31日に公布・施行。廃止日は、2004年（平成16年）4月1日である。
現行の国立大学法人の設置する国立大学は、独立した法人の機関となっている。ただし、国立大学法人の職員は「みなし公務員」とされており、職員については公務員に準じる。

## 歴史
1945年（昭和20年）の第二次世界大戦の敗北の結果、連合国軍最高司令官総司令部（GHQ/SCAP）の要請に基づいて日本に派遣されたアメリカ教育使節団報告書に基づき、日本の教育制度は改革を行うことになった。
日本国憲法の公布、教育基本法の公布・即日施行、学校教育法の施行、日本国憲法の施行が続き、旧制学校から新制学校への移行に向けた制度設計は徐々に行われていった。しかし、大学教育を具体的にどのようにするかについては、すぐさま決定することができなかった。最終的には、同一の都道府県に所在する複数の旧制学校を合わせて、新制国立大学に吸収することとなった。
1949年（昭和24年）5月31日「国立学校設置法」が公布・施行され、69の新制国立大学が発足した。
なお、国立学校設置法の施行によって新制大学が成立すると、新入生の募集は新制大学で行い、新制国立大学に包括された旧制学校は原則として順次募集停止となった。ただし、医学教育の場を初めとして、国立学校設置法が施行されて数年間は、旧・大学令に基づく旧制大学等の状態で新入生を募集し続けた教育施設もある。
国立大学を初めとする国立学校は、長らく国立学校設置法と下位法（国立学校設置法施行令、国立学校設置法施行規則など）によって管理されてきた。これらの法令は、国立大学の学部・学科に至るまで、厳格に規定していた。学部・学科の組織規定が国立大学の柔軟な運営を欠くという意見があったこと、国立大学を独立行政法人の一種として効率化して運営した方が良いという意見があったことなどを踏まえ、国立大学法人法（平成15年法律第112号）が制定・施行されて、国立学校設置法とその下位法は廃止された。
なお、国立大学法人が成立する前は、大学附置でない独立した養護学校（現・特別支援学校）が、存在したが、国立大学法人成立時に大学の附属学校に移行した。

## 構成

### 廃止直前の構成
- 第1章　総則（第一条・第二条）
- 第2章　国立大学（第三条―第七条の九）
- 第2章の2　筑波大学の組織（第七条の十―第七条の十二）
- 第2章の3　国立高等専門学校（第七条の十三）
- 第3章　削除
- 第3章の2　国立養護学校（第九条）
- 第3章の3　大学共同利用機関（第九条の二）
- 第3章の4　削除
- 第3章の5　大学評価・学位授与機構（第九条の四）
- 第3章の6　国立学校財務センター（第九条の五）
- 第4章　職及び職員（第十条・第十一条）
- 第5章　雑則（第十二条・第十三条）
- 附則

### 制定直後の構成
- 第1章　総則（第一条・第二条）
- 第2章　国立大学（第三条―第八条）
- 第3章　国立高等学校（第九条）
- 第4章　国立の各種学校（第十条・第十一条）
- 第5章　職員及び職（第十二条―第十四条）
- 第6章　雑則（第十五条）
- 附則